# Júlio Borges
Júlio Borges is een gemeente in de Braziliaanse deelstaat Piauí. De gemeente telt 5.444 inwoners (schatting 2009).